# Leiodidae

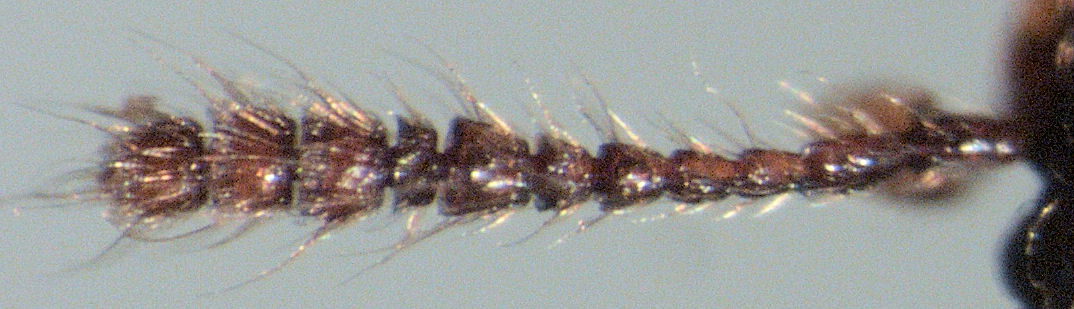
Charakteristisch für die meisten Arten der Leiodidae ist das achte Fühlerglied. Es ist kürzer als das siebente und das neunte (hier bei der Gattung Zenocolon).

Die Leiodidae sind eine Familie der Käfer innerhalb der Überfamilie der Staphylinoidea. Sie umfasste ursprünglich nur die Schwammkugelkäfer, die heute in der Unterfamilie Leiodinae zusammengefasst sind. Andere Käferfamilien wie die Nestkäfer, die Kolonistenkäfer und die Pelzflohkäfer wurden im Lauf der Zeit in die Familie Leiodidae als Unterfamilien eingegliedert.

## Merkmale
Die Leiodidae sind durchwegs sehr kleine Käfer. Sie erreichen eine Länge zwischen knapp einem und maximal sieben Millimetern Länge. Ihre Augen sind in vielen Fällen reduziert oder fehlen ganz, was mit der verborgenen, teils unterirdischen Lebensweise der meisten Arten zu tun hat. Viele Arten sind flugunfähig, sie haben ihre Hinterflügel im Laufe der Stammesgeschichte verloren. Die Färbung ist unauffällig, hellbraun bis durchscheinend.

## Verbreitung
Die meisten Unterfamilien der Leiodidae sind weltweit verbreitet, ein Verbreitungsschwerpunkt liegt auf der Nordhalbkugel der Erde in der holarktischen Region.

## Systematik
Nach einer Revision durch Al Newton aus dem Jahr 1998 wird die Familie Leiodidae in sechs Unterfamilien unterteilt. Diese Unterfamilien waren früher eigenständige Familien und werden von vielen Autoren weiterhin als Familien beibehalten.
Unterfamilien sowie ausgewählte Gattungen und Arten:
- Unterfamilie Camiarinae (28 Gattungen, wahrscheinlich nicht monophyletisch)
  - Afropelasia
  - Agyrtodes Portevin, 1907
  - Agyrtolasia
  - Alsobius
  - Paragyrtodes Szymczakowski, 1966
  - Zenocolon
- Unterfamilie Catopocerinae (4 Gattungen)
  - Catopocerus Motschulsky, 1870
  - Perkovskius Lafer, 1989
  - Pinodytes Horn, 1880
  - Glacicavicola Westcott, 1968
- Unterfamilie Cholevinae (Nestkäfer) (mehr als 326 Gattungen und Untergattungen)
  - Catops (Paykull, 1798)
  - Choleva (Latreille, 1796)
    - Segeberger Höhlenkäfer (Choleva septentrionis holsatica)

  - Nargus (Thomson, 1867)
  - Parabathyscia (Jeannel, 1908)
  - Ptomaphagus (Illiger, 1798)
  - Sciodrepoides (Hatch, 1933)
- Unterfamilie Coloninae (Kolonistenkäfer) (11 Gattungen und Untergattungen)
  - Colon (Herbst, 1797)
  - Colonellus (Szymczakowski, 1964)
- Unterfamilie Leiodinae (Schwammkugelkäfer) (77 Gattungen und Untergattungen)
  - Agathidium (Panzer, 1797)
    - Agathidium bushi
    - Agathidium cheneyi
    - Agathidium rumsfeldi
    - Agathidium vaderi

  - Aglyptinus (Cockerell, 1906)
    - Aglyptinus agathidioides

  - Amphicyllis (Erichson, 1845)
  - Anisotoma (Panzer, 1796)
  - Colenis (Erichson, 1842)
  - Leiodes (Latreille, 1796)
- Unterfamilie Platypsyllinae (Pelzflohkäfer) (4 Gattungen)
  - Leptinillus Horn, 1882
  - Leptinus Müller, 1817
  - Platypsyllus Ritsema, 1869
  - Silphopsyllus Olsufiev, 1923